# Fisker (slægter)
 For alternative betydninger, se Fisker. (Se også artikler, som begynder med Fisker)
Fisker er et adeligt slægtsnavn og et dansk efternavn, som flere borgerlige danske slægter fører.

## Adelsslægten
Adelsslægten Fisker, hvis medlemmer særlig har været knyttet til Søetaten, føres tilbage til justitsråd, byfoged og viceborgmester i København Lorentz Fisker (1684-1757) — muligvis søn af Thomas Jansen Fisker (død 1690) —, hvis søn admiral (Lorentz) Henrich Fisker (1720-1797) blev adlet 5. maj 1797, få uger før sin død. Hans sønner var kommandør Frederik Christian Fisker (1760-1814) og Lorentz Henrik Fisker (1753-1819) til Hellestrup, der var fader til kommandør, kammerherre Hans Fisker (1793-1855), med hvis søn lægen Lorents Henrik Fisker (1817-1859) slægten uddøde i mandslinjen.

## Andre
Andre kendte med efternavnet Fisker:
- N.P. Fisker - dansk politiker og minister  (1886–1939)
- P.A. Fisker -  dansk fabrikant og grundlægger af Nilfisk (1875–1975)
- Kay Fisker - dansk arkitekt (1893-1965)
- Robert Fisker - dansk forfatter (1913–1991)
- Sisse Fisker - dansk studievært (født 1976)